# Carlos Calderón
Carlos E. Calderón Ramírez (Città del Messico, 24 gennaio 1947) è un ex schermidore messicano.

## Biografia
Ha partecipato ai Giochi della XIX Olimpiade di Città del Messico nel 1968 ed ai Giochi della XX Olimpiade di Monaco di Baviera nel 1972.

## Palmarès
In carriera ha conseguito i seguenti risultati:
- Giochi Panamericani:

Cali 1971: bronzo nel fioretto a squadre.
Città del Messico 1975: bronzo nel fioretto a squadre.